# Tavaborol
El tavaborol es vendido bajo la marca Kerydin, y es un medicamento antimicótico que se usa para tratar las infecciones fúngicas de las uñas. Se utiliza aplicándolo sobre la uña en cuestión. La evidencia clínica respalda su uso en enfermedades leves a moderadas.
Los efectos secundarios de este medicamento pudieran  incluir irritación de la piel y uña encarnada. El tavaborol funciona inhibiendo una enzima, la leucil-ARNt sintetasa, que es necesaria para que los hongos produzcan proteínas.
Este medicamento fue aprobado para uso médico en los Estados Unidos en 2014. En los Estados Unidos, 10 ml de solución cuestan alrededor de 1600 dólares estadounidenses en 2021. También está disponible en Canadá, pero no en Europa a partir de 2018.